# Inner London
Londra Metropolitană Interioară sau doar Londra Interioară (în original, Inner London) este numele unui grup de burguri (în engleză, borough sau en  London boroughs), care formează partea interioară a Londrei Mari (conform en  Greater London), care este înconjurată de Londra exterioară (conform en  Outer London). 

## Istoric

### Actul de guvernare al Londrei — London Government Act 1963
Burgurile ale Londrei Interioare (Inner London) sunt:
- Camden
- Greenwich
- Hackney
- Hammersmith and Fulham
- Islington
- Kensington and Chelsea
- Lambeth
- Lewisham
- Southwark
- Tower Hamlets
- Wandsworth
- Westminster

## Alte definiții

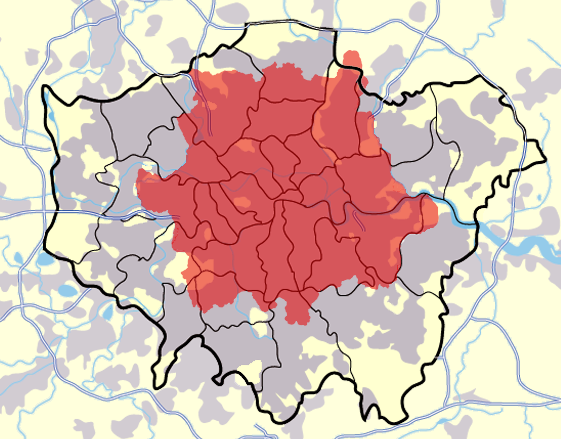
Districtul poștal al Londrei (London postal district) indicat (în roșu), comparativ cu limitele Londrei Mari (conform, Greater London)

### Statistici
| An   | Populație |
| ---- | --------- |
| 1891 | 4,488,242 |
| 1901 | 4,859,558 |
| 1911 | 4,998,237 |
| 1921 | 4,972,870 |
| 1931 | 4,893,261 |
| 1939 | 4,364,457 |
| 1951 | 3,679,390 |
| 1961 | 3,492,879 |
| 1971 | 3,031,935 |
| 1981 | 2,550,100 |
| 1991 | 2,599,300 |
| 2001 | 2,859,400 |
| 2011 | 3,231,901 |